# Joey Müller
Joey Müller (Gütersloh, 30 augustus 2000) is een Duits voetballer die doorgaans speelt als linksback of linksbuiten. Hij verruilde in 2024 FC Schalke 04 voor Roda JC Kerkrade.

## Clubcarrière
Müller begon met voetballen bij de lokale club Gütersloher TV en sloot in 2011 aan bij de jeugdopleiding van DSC Arminia Bielefeld. In 2019 sloot hij aan bij het eerste van Arminia, maar werd meteen verhuurd aan Wuppertaler SV, dat uitkwam in de Regionalliga West. Müller debuteerde in het seniorenvoetbal op 27 juli 2019, tegen Alemannia Aachen (2-1). In het seizoen 2020/21 wist Müller met Wuppertal de Niederrheinpokal te winnen. In de finale op 29 mei 2021 werd SV Straelen met 2-1 verslagen. In anderhalf jaar bij Wuppertal kwam hij 61 keer in actie, waarbij hij drie keer wist te scoren. 

### Schalke
Medio 2021 maakte Müller de overstap naar FC Schalke 04, dat uitkwam in de Bundesliga. Hij sloot aan bij het tweede elftal, voetballend in dezelfde competitie als zijn oude club Wuppertal. Hij werd eigenlijk meteen basisspeler. In tweeënhalf seizoen voor Schalke II speelde hij 82 wedstrijden en maakte zes doelpunten, waarvan in de eerst seizoenshelft van 2023/24. Zijn goede vorm leidde tot een debuut in het eerste van Schalke, dat ondertussen gedegradeerd was naar de 2. Bundesliga. Op 25 augustus 2023 mocht Müller in de rust invallen voor Thomas Ouwejan, tegen Holstein Kiel (0-2).

### Roda JC
In januari 2024 verkaste Müller naar Roda JC Kerkrade in de Eerste divisie. Op 5 februari maakte hij zijn debuut voor Roda, tegen Jong AZ (0-1). In zijn tweede wedstrijd, tegen FC Dordrecht (4-1), kwam Müller in de 78e minuut in het veld voor Lennerd Daneels en scoorde daarna twee keer.

## Statistieken
| Seizoen | Club             | Competitie        | Competitie | Competitie | Beker | Beker | Overig | Overig | Totaal | Totaal |
| Seizoen | Club             | Competitie        | Wed.       | Dlp.       | Wed.  | Dlp.  | Wed.   | Dlp.   | Wed.   | Dlp.   |
| ------- | ---------------- | ----------------- | ---------- | ---------- | ----- | ----- | ------ | ------ | ------ | ------ |
| 2019/20 | → Wuppertaler SV | Regionalliga West | 22         | 0          | 3     | 0     | 0      | 0      | 25     | 0      |
| 2020/21 | → Wuppertaler SV | Regionalliga West | 33         | 2          | 3     | 1     | 0      | 0      | 36     | 3      |
| 2021/22 | FC Schalke 04 II | Regionalliga West | 35         | 1          | 0     | 0     | 0      | 0      | 35     | 1      |
| 2022/23 | FC Schalke 04 II | Regionalliga West | 30         | 0          | 0     | 0     | 0      | 0      | 30     | 0      |
| 2023/24 | FC Schalke 04 II | Regionalliga West | 17         | 5          | 0     | 0     | 0      | 0      | 17     | 5      |
| 2023/24 | FC Schalke 04    | 2. Bundesliga     | 1          | 0          | 0     | 0     | 0      | 0      | 1      | 0      |
| 2023/24 | Roda JC Kerkrade | Eerste divisie    | 15         | 4          | 0     | 0     | 2      | 0      | 17     | 4      |
| 2024/25 | Roda JC Kerkrade | Eerste divisie    | 27         | 0          | 1     | 0     | 0      | 0      | 28     | 0      |
| Totaal  | Totaal           | Totaal            | 180        | 12         | 7     | 1     | 2      | 0      | 189    | 13     |

Bijgewerkt op 16 juni 2025.

## Erelijst
Wuppertaler SV
- Niederrheinpokal (1x): 2020/21